# FFH-Gebiet Busdorfer Tal
Das FFH-Gebiet Busdorfer Tal ist ein NATURA-2000-Schutzgebiet in Schleswig-Holstein. Es liegt im Kreis Schleswig-Flensburg auf dem Gebiet der Gemeinden Busdorf und Dannewerk.

## Geografie
Das Schutzgebiet hat eine Größe von 31 ha. Seine größte Ausdehnung beträgt ca. 1 km in Nordostrichtung. Seine Südgrenze bildet die Kreisstraße K39 zwischen der Autobahn A7 im Westen und Alte Landstraße im Osten. Die Westgrenze ist ein Wanderweg; früher verlief hier der Bahndamm der ehemaligen Bahnlinie Schleswig-Kropp. Im Norden bildet der Reesendamm die Grenze, im Osten die Wohnbebauung von Busdorf.
Eine lange Treppe beim Zugang im Nordosten macht den Höhenunterschied beim Abstieg zum Busdorfer Tal deutlich. Die höchsten Erhebungen liegen mit 29 m am Westrand. Der niedrigste Punkt liegt mit 6 m im Sumpfgebiet an der Nordgrenze südlich des Reesendamms.

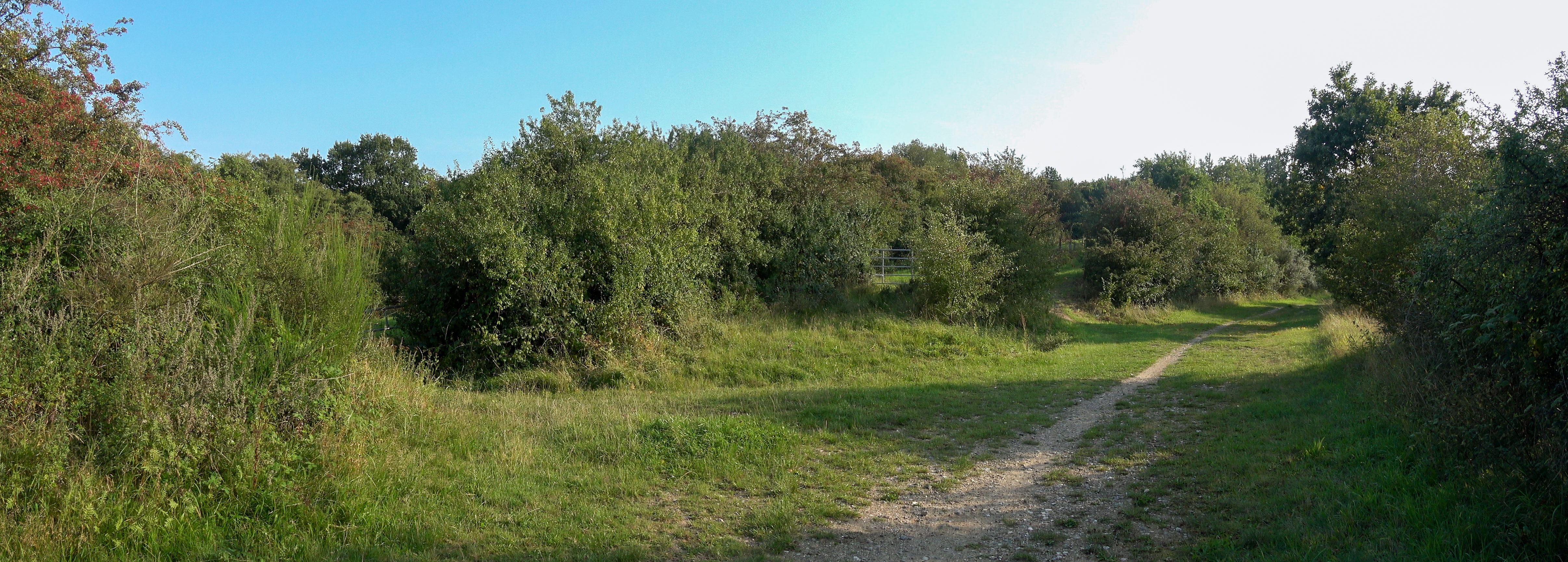
Wanderweg am Westrand des FFH-Gebiets
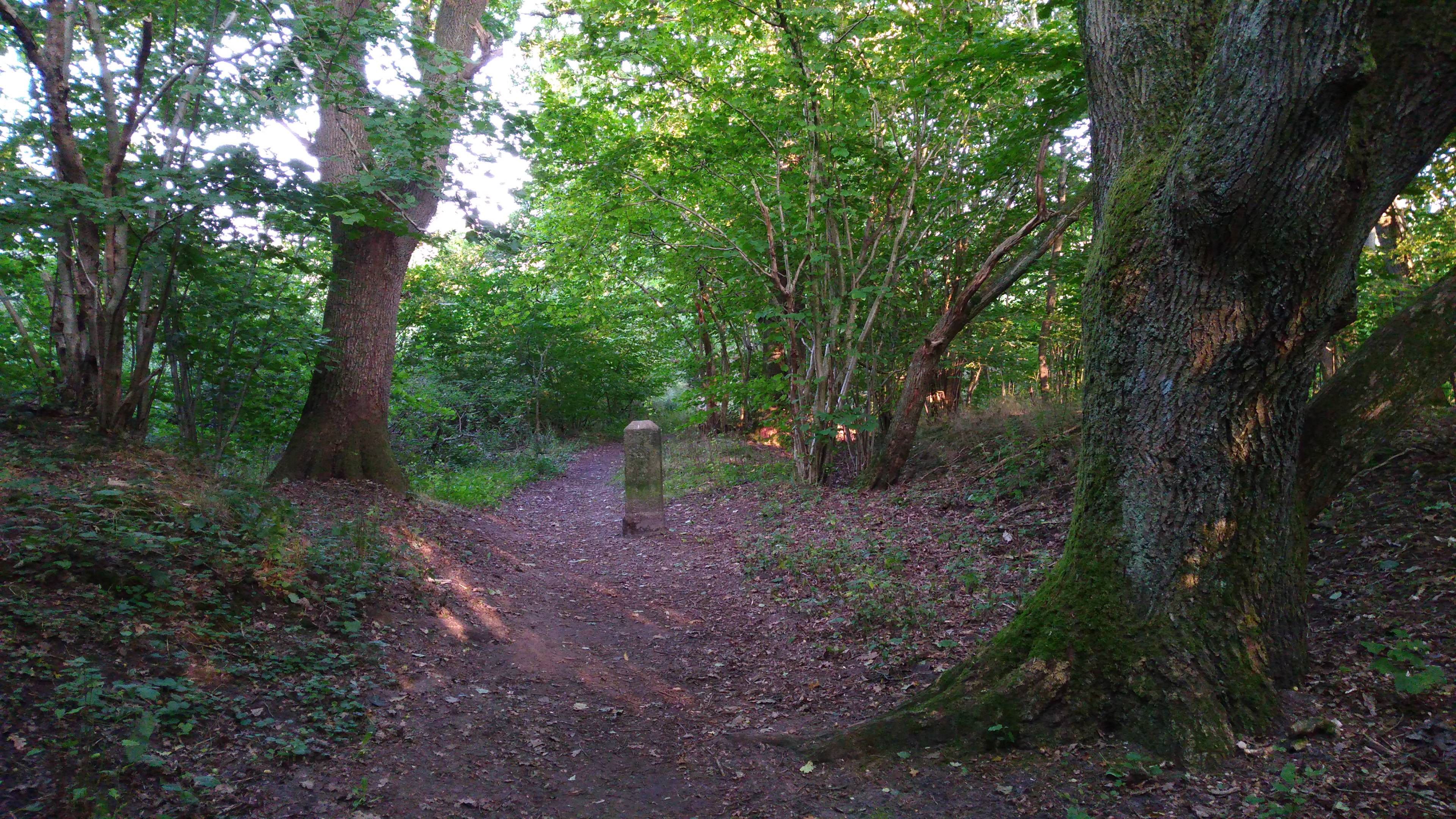
Margarethenweg an der Nordgrenze des FFH-Gebiets
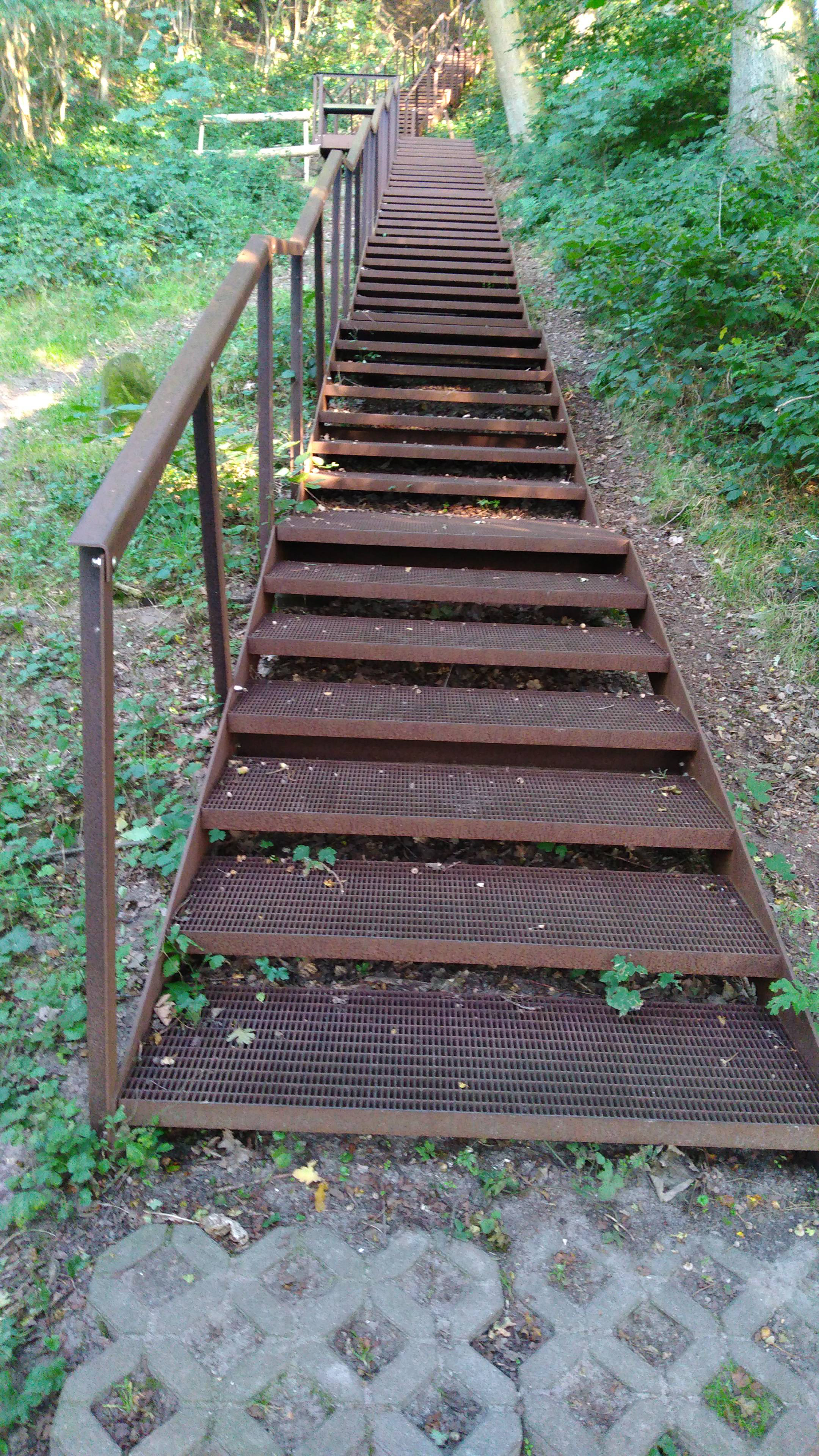
Treppe im Nordosten

## FFH-Gebietsgeschichte und Naturschutzumgebung
Der NATURA 2000-Standarddatenbogen für das FFH-Gebiet Busdorfer Tal wurde im Juni 2004 vom Landesamt für Landwirtschaft, Umwelt und ländliche Räume (LLUR) des Landes Schleswig-Holstein erstellt, im September 2004 der Naturschutzbehörde der EU als Gebiet von gemeinschaftlicher Bedeutung (GGB) vorgeschlagen, im November 2007 von der EU als GGB bestätigt und im Januar 2010 national nach § 32 Absatz 2 bis 4 BNatSchG in Verbindung mit § 23 LNatSchG als besonderes Erhaltungsgebiet (BEG) bestätigt.
Der Managementplan für das FFH-Gebiet Busdorfer Tal wurde vom Landesamt für Landwirtschaft, Umwelt und ländliche Räume des Landes Schleswig-Holstein erstellt und vom Ministerium für Energiewende, Landwirtschaft, Umwelt, Naturschutz und Digitalisierung (MELUND) des Landes Schleswig-Holstein am 28. Februar 2018 der Öffentlichkeit vorgestellt.
Das FFH-Gebiet liegt vollständig im Landschaftsschutzgebiet Haithabu-Dannewerk. Es grenzt im Norden an das Naturschutzgebiet Haithabu-Dannewerk und liegt im Schwerpunktbereich des landesweiten Biotopverbundsystems. An der Nordgrenze am Reesendamm streift das FFH-Gebiet einen Teil des gesetzlich geschützten SH-Biotops Nr. 325346038-011, ein mit Binsen bewachsenes Feuchtgrünland.

## Lebensräume

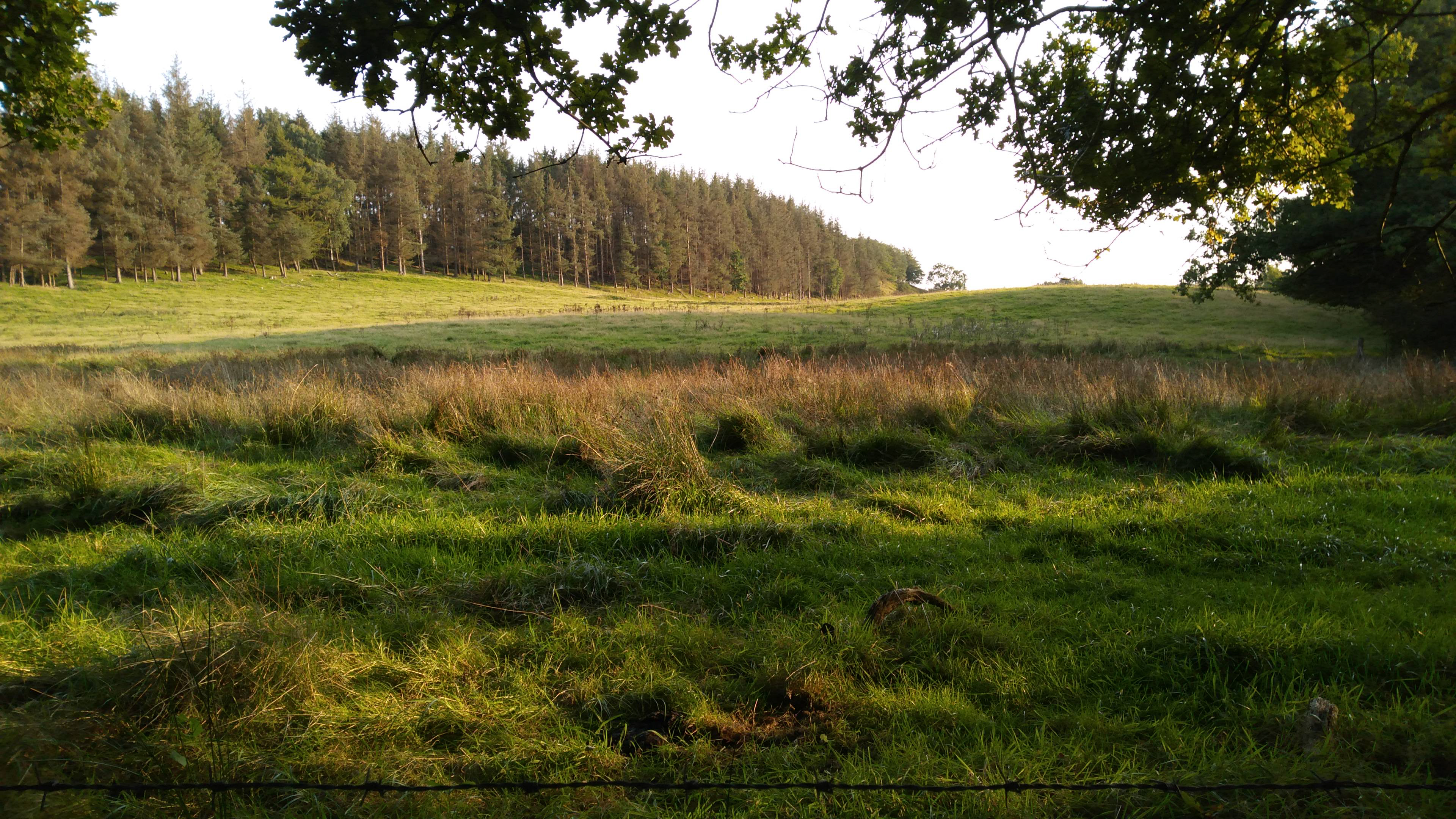
Restbestand an Sitka-Fichten am Nordostrand des FFH-Gebiets

Das Gebiet wird im Süden und Osten in den Hanglagen durch artenarmes Intensivgrünland bestimmt. Im Nordosten befindet sich in Randlage eine Anpflanzung von Sitka-Fichten, an der sich ein schmaler Streifen mit Trockenrasen anschließt. Der Talgrund ist von Niedermooren, Bruchwald, Landröhricht, Pionierwald und sonstigen Gebüschen vielseitig geprägt.
Das Gebiet wird von einem Bachlauf durchzogen. Im Süden befinden sich zwei Stillgewässer, die vor Jahrzehnten als Fischteiche angelegt worden waren. Im Talgrund treten mehrere Quellen aus.

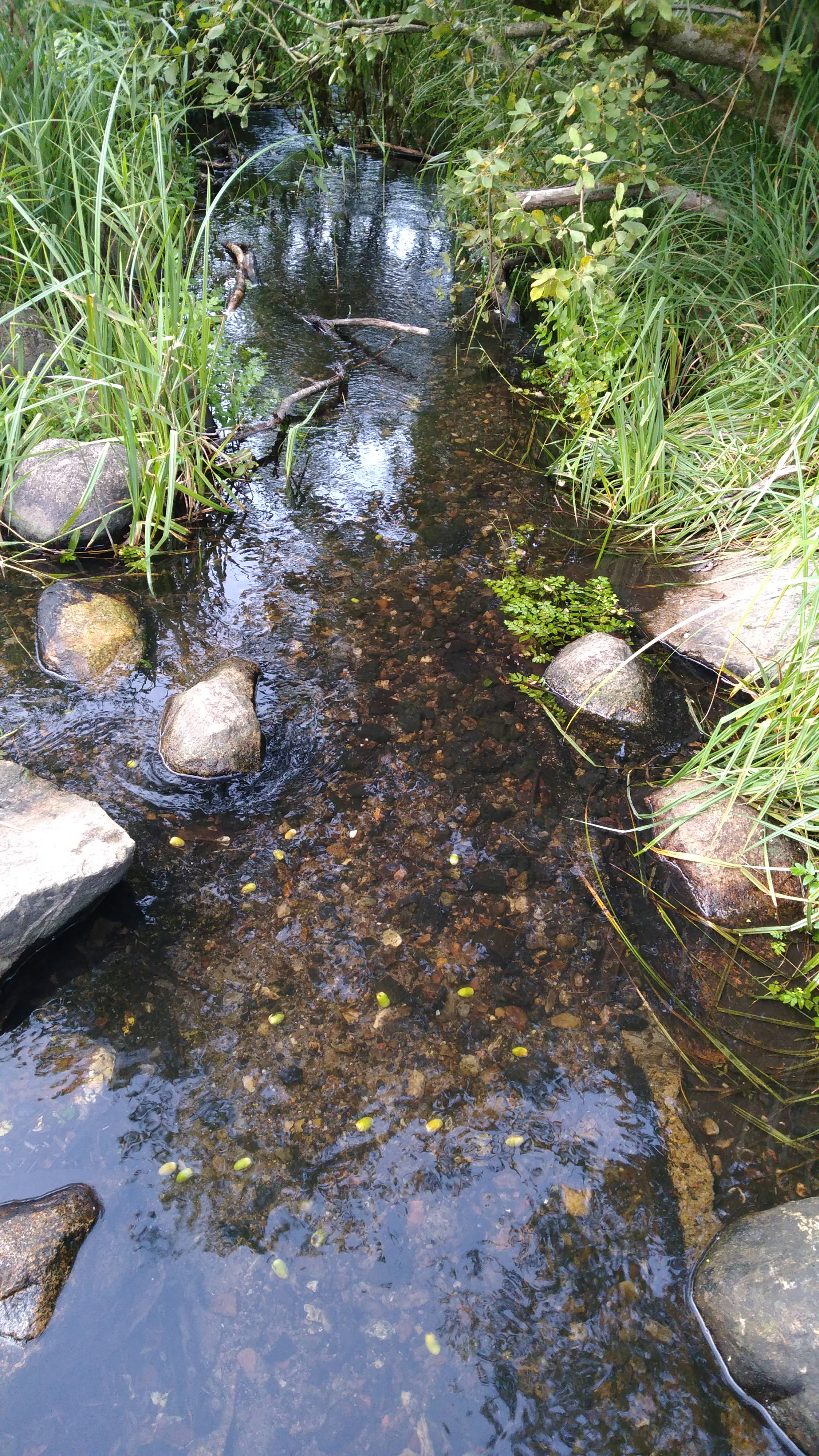
Bach
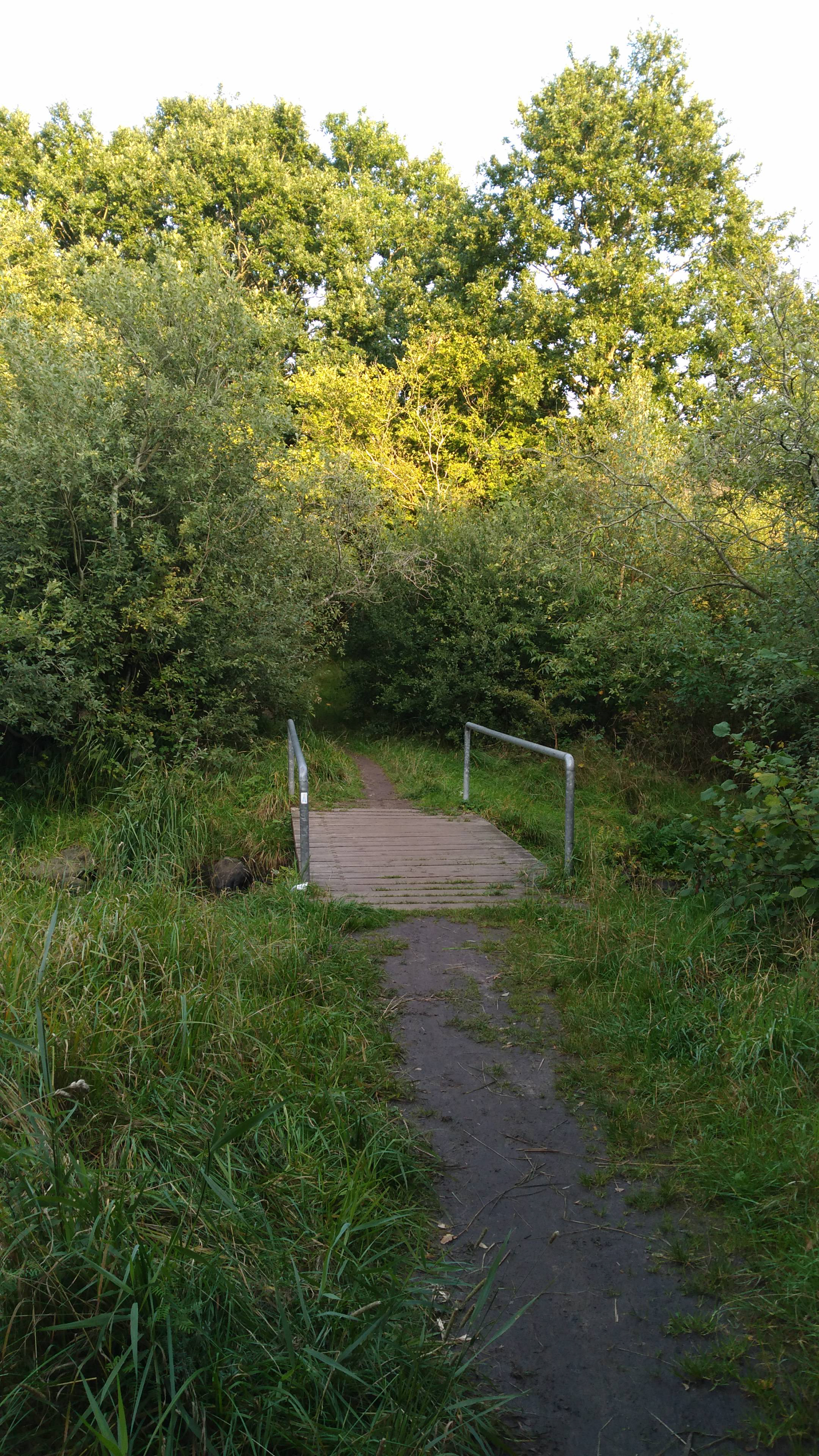
Brücke über den Bach
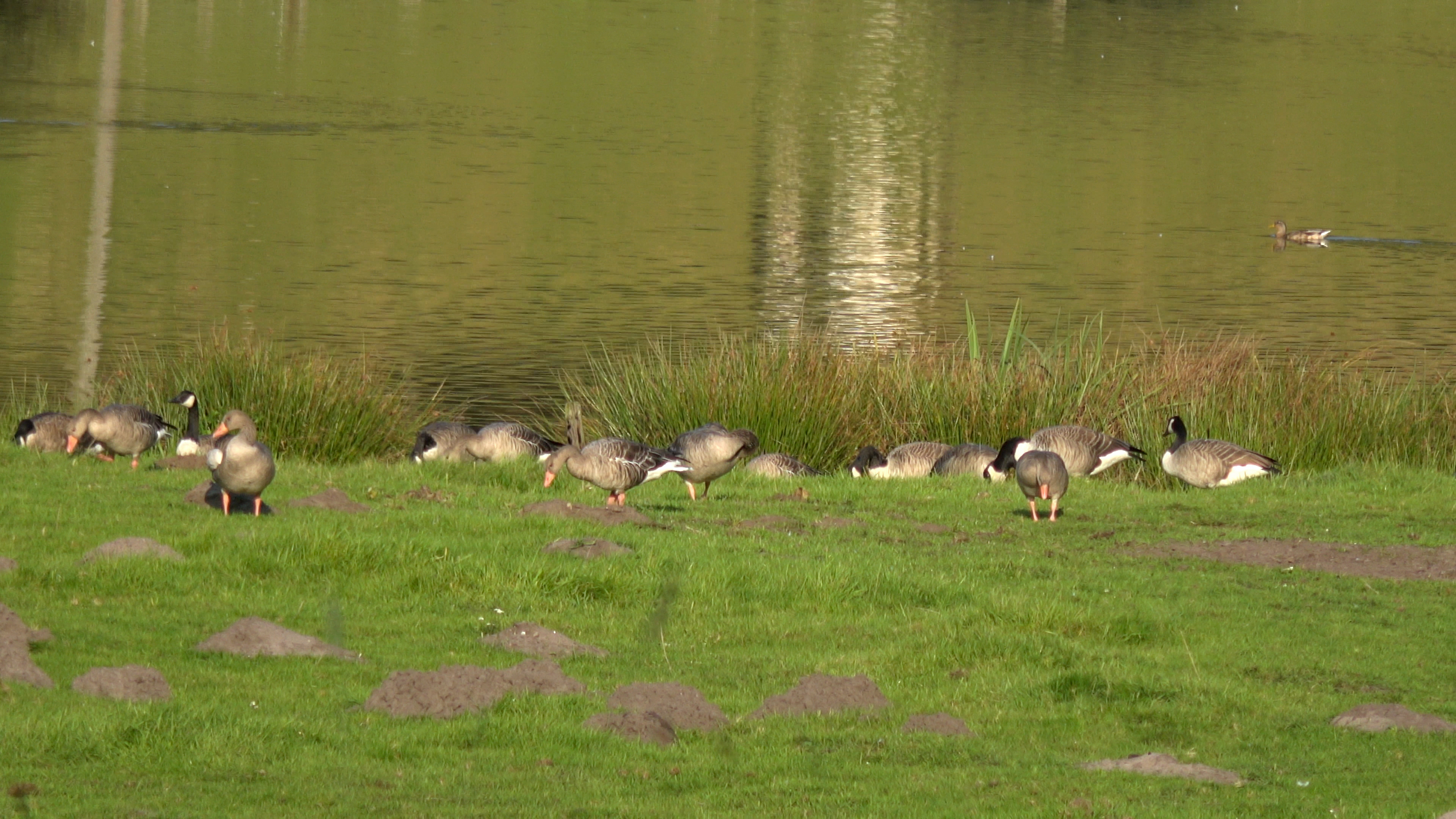
Grau- und Kanadagänse am Fischteich

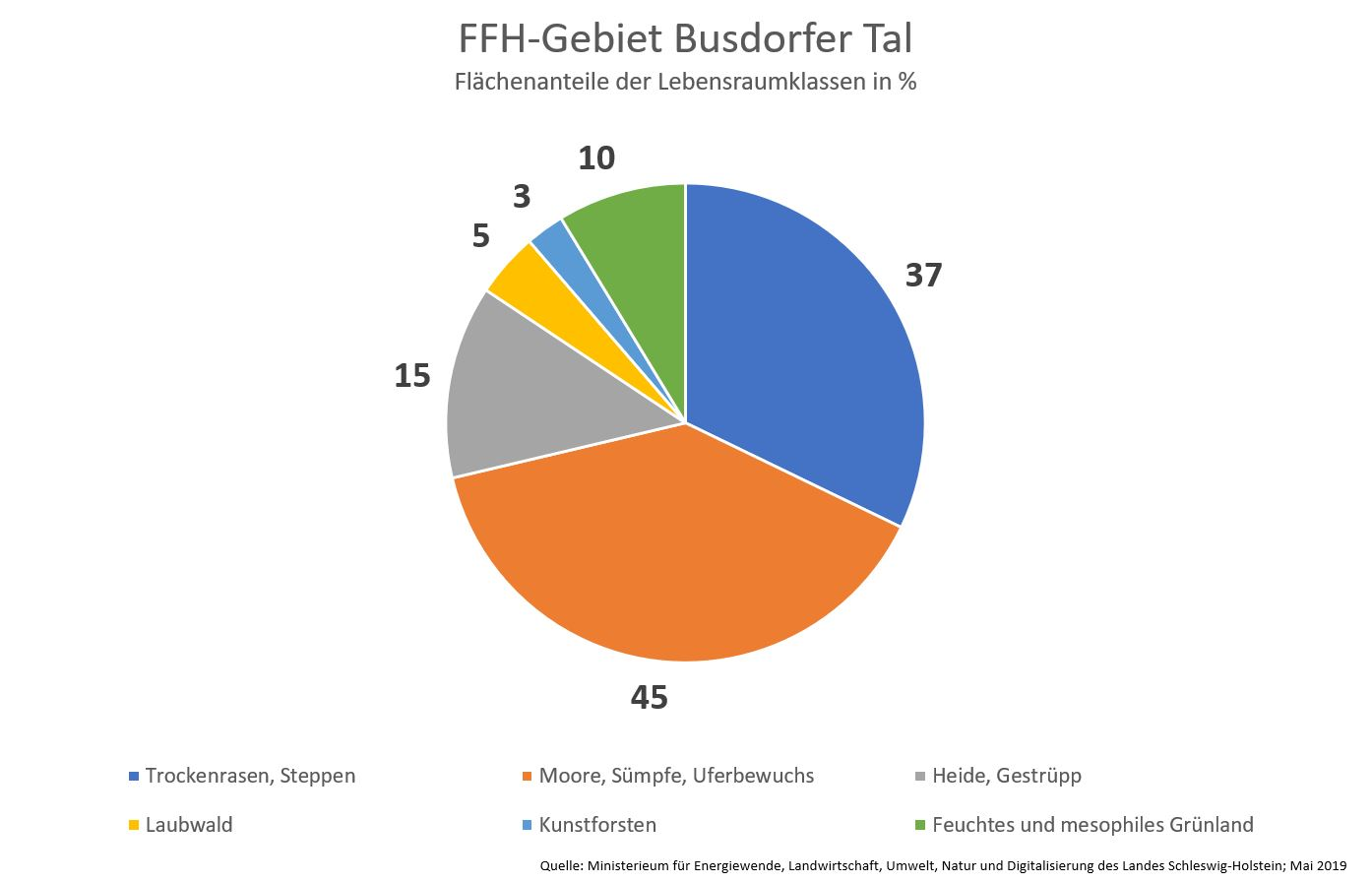
Grafik 1: Flächenanteile der Lebensraumklassen in %

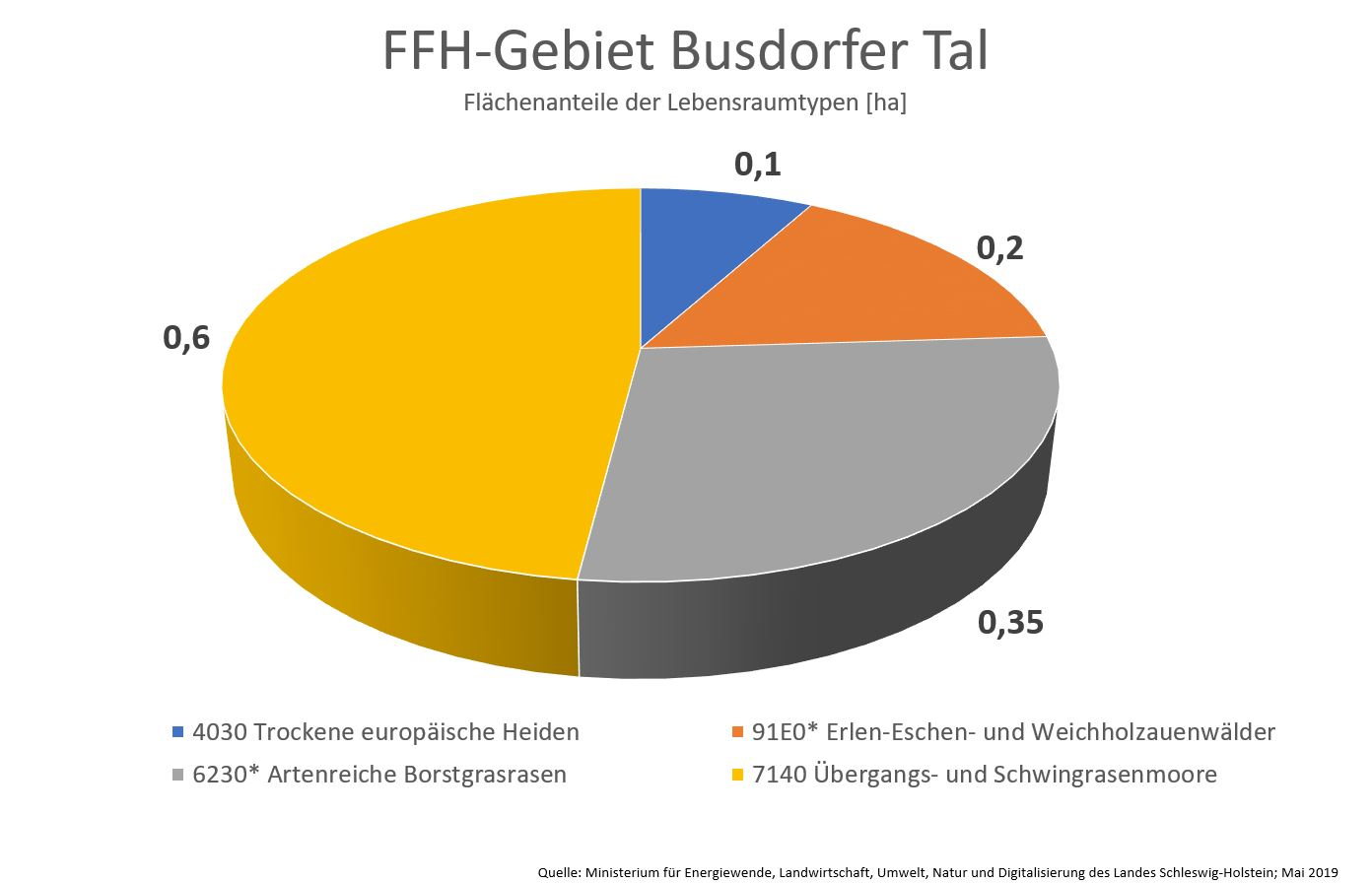
Grafik 2: Flächenanteile der Lebensraumtypen in ha

Die Fläche des FFH-Gebietes teilt sich in sechs Lebensraumklassen auf, siehe Grafik 1.
Als FFH-Erhaltungsgegenstände wurden 4 Lebensraumtypen nach Anhang I der FFH-Richtlinie der EU-Umweltbehörde gemeldet (Stand Mai 2019), siehe Grafik 2. Sie betragen zusammen nur 4 % der Gesamtfläche des FFH-Gebietes.
Als „Weitere Arten und Biotope“ wurden 25 Pflanzen der Roten Liste Schleswig-Holstein gefunden, wozu auch die vom Aussterben bedrohte Frühlingssegge gehört.
Als Erhaltungsziele mit besonderer Bedeutung wurden die vier Lebensraumtypen aus den FFH-Erhaltungsgegenständen übernommen, siehe Grafik 2.

## FFH-Analyse und Bewertung
Der Lebensraumtyp 6230 Borstgrasrasen wird als einziger in der Gesamtbeurteilung mit der Note „B = guter Wert“ bewertet. Er wird für das FFH-Gebiet hinsichtlich der Repräsentativität mit der Note „A = hervorragende Repräsentativität“ ausgezeichnet. Die drei restlichen Lebensraumtypen schneiden in der Gesamtbewertung schlechter ab und erhalten nur die Note „C = signifikanter Wert“.
Das FFH-Gebiet bietet gute Voraussetzungen für die Erhaltung und Weiterentwicklung der Lebensraumtypen. Große Teile werden seit Jahren nicht mehr landwirtschaftlich genutzt. Die genutzten Grünflächen werden von Robustrindern und Pferden beweidet. Das Reet in den Mooren wird nicht mehr geschnitten. Eine Düngung mit Gülle oder Kunstdünger findet nicht statt.
Durch die Lage unmittelbar an der Autobahn A7 gelangen allerdings durch die vorherrschenden westlichen Winde Luftschadstoffe wie Stickoxide ins FFH-Gebiet. Der nahe südwestlich gelegene Fliegerhorst Jagel, dessen eine Einflugschneise direkt über dem FFH-Gebiet liegt, sorgt mit Abgasen und Aerosolen für eine weitere Beeinträchtigung. Mit der Aufgabe des Fliegerischen Ausbildungszentrums der Luftwaffe in Holloman in den Vereinigten Staaten im Jahre 2017 hat sich die Anzahl der Flugzeuge in Jagel um 15 erhöht. Ein am Ostrand gelegener Fichtenbestand nimmt die Luftschadstoffe wie ein natürlicher Luftfilter auf und leitet sie in den Boden ab.

## FFH-Maßnahmenkatalog

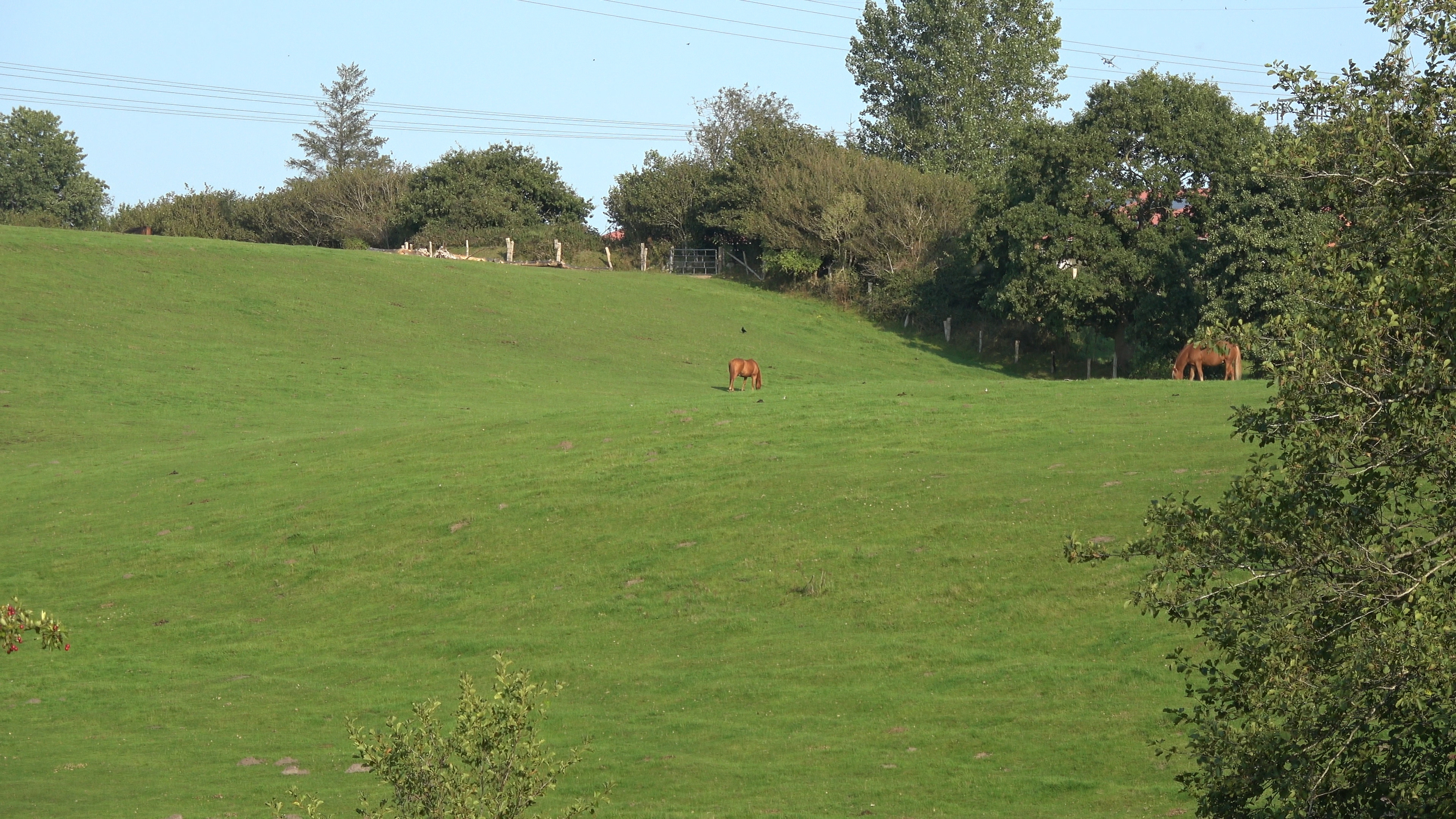
Pferdekoppel

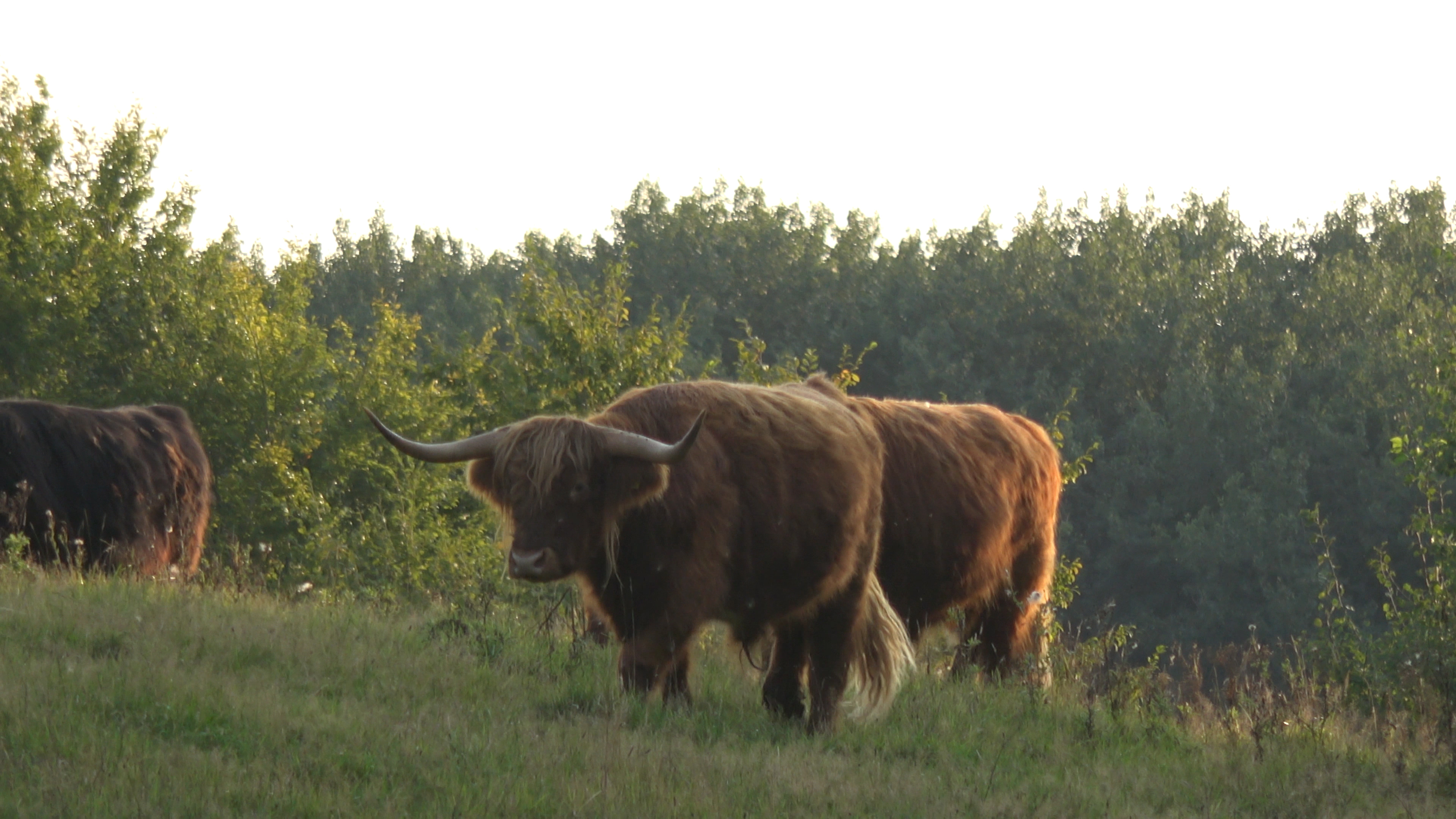
Hochlandrinder auf der Grünfläche an der Nordgrenze des FFH-Gebiets

Der Maßnahmenkatalog ergibt sich aus dem Ergebnis der FFH-Analyse und Bewertung. Bis zur Erstellung des Managementplanes im Jahre 2018 wurden keine offiziellen Maßnahmen zur Erhaltung durchgeführt. Zur Erhaltung oder Wiederherstellung der Lebensraumtypen im Gebiet werden u. a. diese drei Maßnahmen vorgeschlagen:
1. Die Beibehaltung der extensiven Nutzung der Weideflächen ohne Düngung.
2. Keine Veränderung im Wasserhaushalt des Gebietes.
3. Rückschnitt von Gehölzen zur Eindämmung der Beschattung von Trockenrasen und Beseitigung von Gehölzen in den Mooren.

Als weitergehende Maßnahmen werden die Anpassung der extensiven Beweidung vorgeschlagen. Die Beweidung durch Pferde im Sommer ist zu intensiv. In den Sommermonaten muss den Weideflächen eine Schonzeit gewährt werden, um den Wiesenblumen Gelegenheit zur Blüte und Entwicklung zu geben. In den sumpfigen Bereichen treten durch die Robustrinder Vertrittschäden auf. Hier wird eine ganzjährige Beweidung mit verringertem Viehbestand und eine zeitweilige Auszäunung dieser Bereiche, um der Grasnarbe Gelegenheit zur Regeneration zu geben, vorgeschlagen. Der Nadelholzbestand sollte mittelfristig abgeholzt und in Magergrünland und Heide umgewandelt werden. Eine Umsetzung der Maßnahmen durch die untere Naturschutzbehörde setzt in diesem Fall eine Abstimmung mit den Eigentümern voraus. Der überwiegende Teil des FFH-Gebietes ist mit fünf Eigentümern im Privatbesitz. Die Gemeinde Dannewerk hat zwei kleine Reststücke des ehemaligen Bahndamms und die Bundesfinanzverwaltung zwei Grundstücke am Südrand im Besitz. Zur besseren Übersicht und Nachverfolgung wurde für jede Maßnahme ein Maßnahmenblatt erstellt und in einer Maßnahmenkarte festgehalten.